# La Ley
La Ley (spanisch la ley ‚das Gesetz‘) war eine chilenische Rockband, die von 1987 bis 2005 und von 2013 bis 2016 aktiv und in ganz Lateinamerika erfolgreich war.

## Geschichte
La Ley bildete sich 1987 in Santiago de Chile aus dem Gitarristen Andrés Bobe, dem Keyboarder Rodrigo Aboitíz und der spanischen Sängerin Lucia „Shia“ Arbulú, die die Band jedoch bald wieder verließ, da sie mit ihrer Familie nach Spanien zurückkehrte. Stattdessen schlossen sich der Bassist Luciano Rojas, der Schlagzeuger Mauricio Clavería und der Sänger Alberto Beto Cuevas an. In dieser Besetzung veröffentlichten sie 1990 ihr erstes Album Desiertos. Nachdem Aboitíz die Band verlassen hatte, veröffentlichten die Musiker 1991 zu viert das Album Doble opuesto, das ein großer kommerzieller Erfolg in Chile wurde und dem eine erfolgreiche Tournee folgte. Nach Erscheinen des nächsten Albums La Ley tourte die Band im Rahmen eines kulturellen Austauschs durch Mexiko.
1994 starb Gitarrist Andrés Bobe bei einem Unfall. Die Band fand Ersatz in Pedro Frugone und nahm das Album Invisible als Hommage an Bobe auf. Rodrigo Aboitíz kehrte zur Band zurück. Bei ihrer Tournee 1995 spielten La Ley mehr als 120 Konzerte in Lateinamerika und vor 80.000 Menschen in Viña del Mar. Invisbile wurde in Chile und Mexiko mehrfach mit Gold und Platin ausgezeichnet. Die folgenden Alben Vertigo (1998), Uno (2000) und das Livealbum MTV Unplugged waren ebenfalls sehr erfolgreich. Nach dem Album Libertad (2003) beschloss die Band 2005, für unbestimmte Zeit eine Pause einzulegen, hielt aber die Möglichkeit einer Rückkehr offen.
2014 vereinigte sich die Band mit Beto Cuevas als Sänger, Gitarrist und Keyboarder, Mauricio Clavería an Schlagzeug und Keyboard und Pedro Frugone an der Gitarre wieder. Bass spielte für kurze Zeit Zeta Bosio, vormals Mitglied der argentinischen Band Soda Stereo. Der erste Auftritt war am 29. Januar in Mar del Plata, im Februar nahmen sie am Festival von Viña del Mar teil. Im April wurde die CD+DVD Retour mit den größten Hits und einer neuen Single veröffentlicht. Nach dem Erscheinen des Albums Adaptación und der anschließenden Tour durch mehrere lateinamerikanische Länder im Jahr 2016 löste sich die Band endgültig auf.

## Diskografie

### Studioalben
| Jahr | Titel Musiklabel                | Höchstplatzierung, Gesamtwochen, AuszeichnungChartsChartplatzierungen (Jahr, Titel, Musiklabel, Platzierungen, Wochen, Auszeichnungen, Anmerkungen) | Anmerkungen |
| Jahr | Titel Musiklabel                | Latin | Anmerkungen |
| ---- | ------------------------------- | --- | ----------- |
| 2000 | Uno Warner Music Group          | Latin41 Platin · (3 Wo.)Latin |             |
| 2003 | Libertad Warner Music Argentina | Latin12 (10 Wo.)Latin |             |
| 2016 | Adaptación Warner Music México  | Latin17 (1 Wo.)Latin |             |

Weitere Studioalben
- Desiertos (1990; EMI Music)
- Doble opuesto (1991; Universal Music)
- La Ley (1993; Universal Music)
- Invisible (1995; Warner Music Group)
- Vértigo (1998; Warner Music Group)

### Livealben
| Jahr | Titel Musiklabel        | Höchstplatzierung, Gesamtwochen, AuszeichnungChartsChartplatzierungen (Jahr, Titel, Musiklabel, Platzierungen, Wochen, Auszeichnungen, Anmerkungen) | Anmerkungen |
| Jahr | Titel Musiklabel        | Latin | Anmerkungen |
| ---- | ----------------------- | --- | ----------- |
| 2001 | MTV Unplugged EMI Music | Latin13 Platin · (58 Wo.)Latin |             |

### Kompilationen
| Jahr | Titel                | Höchstplatzierung, Gesamtwochen, AuszeichnungChartsChartplatzierungen (Jahr, Titel, Platzierungen, Wochen, Auszeichnungen, Anmerkungen) | Anmerkungen |
| Jahr | Titel                | Latin | Anmerkungen |
| ---- | -------------------- | --- | ----------- |
| 2004 | Historias E Histeria | Latin33 (2 Wo.)Latin |             |
| 2014 | Retour               | Latin8 (1 Wo.)Latin |             |

Weitere Kompilationen
- 2002: Grandes Éxitos

### Singles
| Jahr | Titel Album            | Höchstplatzierung, Gesamtwochen, AuszeichnungChartsChartplatzierungen (Jahr, Titel, Album, Platzierungen, Wochen, Auszeichnungen, Anmerkungen) | Anmerkungen        |
| Jahr | Titel Album            | Latin | Anmerkungen        |
| ---- | ---------------------- | --- | ------------------ |
| 1999 | Tu Sabes Bien –        | Latin8 (20 Wo.)Latin | mit Ednita Nazario |
| 2001 | Mentira MTV Unplugged  | Latin28 (10 Wo.)Latin |                    |
| 2002 | El Duelo MTV Unplugged | Latin30 (7 Wo.)Latin |                    |
| 2014 | Olvidar Retour         | Latin48 (1 Wo.)Latin |                    |

## Auszeichnungen für Musikverkäufe
| Goldene Schallplatte - Argentinien - 2002: für das Album Grandes Éxitos - 2003: für das Album Libertad - Mexiko - 2005: für das Album Historias E Histeria Platin-Schallplatte - Mexiko - 2000: für das Album Uno | 2× Platin-Schallplatte - Mexiko - 2002: für das Album MTV Unplugged 3× Platin-Schallplatte - Argentinien - 2001: für das Videoalbum MTV Unplugged |

Anmerkung: Auszeichnungen in Ländern aus den Charttabellen bzw. Chartboxen sind in ebendiesen zu finden.
| Land/RegionAuszeichnungen für Musikverkäufe (Land/Region, Auszeichnungen, Verkäufe, Quellen) | Gold     | Platin     | Verkäufe | Quellen          |
| -------------------------------------------------------------------------------------------- | -------- | ---------- | -------- | ---------------- |
| Argentinien (CAPIF)                                                                          | 2× Gold2 | 3× Platin3 | 64.000   | capif.org.ar AR2 |
| Mexiko (AMPROFON)                                                                            | Gold1    | 3× Platin3 | 500.000  | amprofon.com.mx  |
| Vereinigte Staaten (RIAA)                                                                    | —        | 2× Platin2 | 120.000  | riaa.com         |
| Insgesamt                                                                                    | 3× Gold3 | 8× Platin8 |          |                  |

## Auszeichnungen
- 2001: Grammy Award für das Album Uno (bestes Latin-Rock-/Alternative-Album)
- 2002: MTV Video Music Awards Latinoamérica (Best Group or Duet und Best Rock Artist)
- 2004: MTV Video Music Awards Latinoamérica (Best Rock Artist)